# Majkusi
Majkusi is een plaats in de gemeente Višnjan in de Kroatische provincie Istrië. De plaats telt 40 inwoners (2001).